# 필레 (우주선)

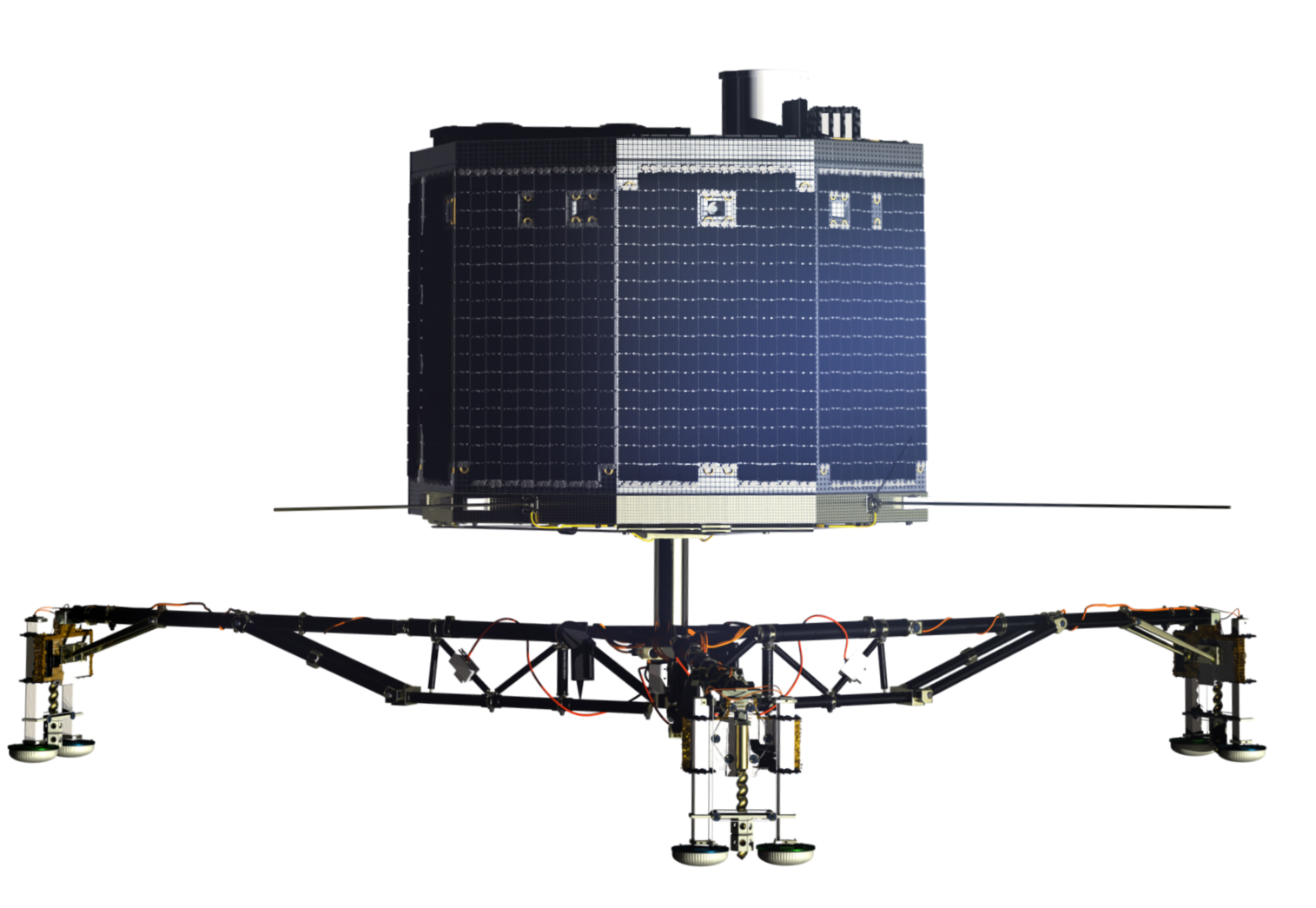
필레 착륙선의 모습

필레(영어: Philae)는 로제타와 함께 발사된, 유럽 우주국의 무인 착륙선이다. 2014년 도착 후 67P/추류모프-게라시멘코 혜성에 착륙하도록 설계되어 있다. 나일강 필라이섬을 따서 명명되었다.
착륙 도중 역분사 엔진이 작동하지 않아서 원래 착륙지점에서 벗어난 음지(그늘)에 착륙하여 전력을 공급받지 못해 배터리가 방전되어 신호가 끊어지고 말았다.
2015년 6월 13일에는 7개월만에 필레가 깨어나 ESA로 신호를 보내왔다

## 같이 보기
- 하야부사 2호
- 니어 슈메이커
- 오시리스-렉스